# Teorema de Peter-Weyl
Em matemática, o teorema de Peter–Weyl é um resultado básico da análise harmônica, aplicada a grupos topológicos que sejam compactos, mas não necessariamente abelianos. Isto foi inicialmente provado por Hermann Weyl, com seu orientado Fritz Peter, no conjunto de um grupo topológico compacto G. O teorema é uma coleção de resultados generalizando os fatos significativos sobre a decomposição da representação regular de qualquer grupo finito, como descoberto por F. G. Frobenius e Issai Schur.[carece de fontes?]